# 补陀洞天石窟
29°46′0.22″N 121°39′50.06″E / 29.7667278°N 121.6639056°E
补陀洞天石窟，又称观音洞，位于中国浙江省宁波市鄞州区东钱湖镇陶公村霞屿岛，开凿于南宋，由史岩之为避免其母去普陀山进香风险，仿照普陀山观世音道场所凿，石窟洞口朝南，上凿长方门额，刻隶书“补陀洞天”四字，洞口为拱状券顶，高2.86米，宽1.4米，洞室全长41.19米，宽2.6米，高2.86米，蜿蜒曲折且前后贯通，洞内有观音、韦驮佛像、五爪游龙及卷云三朵，1986年5月公布为鄞县文物保护单位，2023年9月1日公布为宁波市文物保护单位。